# Dominique Gisin
Dominique Gisin (Visp, 4 giugno 1985) è un'ex sciatrice alpina svizzera, campionessa olimpica nella discesa libera ai XXII Giochi olimpici invernali di Soči 2014.
È sorella di Marc e Michelle, anche loro sciatori della nazionale elvetica.

## Biografia

### Stagioni 2001-2009
Attiva in gare FIS dal gennaio del 2001, la Gisin esordì in Coppa Europa l'8 gennaio 2005 a Leukerbad, senza completare lo slalom speciale in programma, e in Coppa del Mondo il 1º dicembre 2006 nella località canadese di Lake Louise, dove concluse 37ª in discesa libera.
Il 13 gennaio 2007, sulle nevi austriache di Altenmarkt-Zauchensee, salì per la prima volta sul podio in Coppa del Mondo giungendo 2ª, dietro alla campionessa di casa Renate Götschl, sempre in discesa libera. Un mese dopo partecipò ai Mondiali di Åre in Svezia, sua prima presenza iridata, dove conquistò la medaglia di bronzo nella gara a squadre, ottenne il 5º posto nella discesa libera e non completò la supercombinata. Il 13 dicembre 2008 colse a Sankt Moritz in supergigante il suo unico podio in Coppa Europa (3ª), mentre il 18 gennaio 2009 vinse la sua prima gara di Coppa del Mondo, la discesa libera di Altenmarkt-Zauchensee a pari merito con Anja Pärson. Il mese successivo ai Mondiali di Val-d'Isère non concluse la discesa libera.

### Stagioni 2010-2015
Esordì ai Giochi olimpici invernali a Vancouver 2010, dove non concluse la discesa libera; il 7 marzo successivo a Crans-Montana ottenne la sua ultima vittoria in Coppa del Mondo, in supergigante. L'anno dopo ai Mondiali di Garmisch-Partenkirchen si piazzò 8ª nella discesa libera, 4ª nella supercombinata e non completò il supergigante. Il 2 dicembre 2011 a Lake Louise in discesa libera salì per l'ultima volta sul podio in Coppa del Mondo (3ª) e nella rassegna iridata di Schladming 2013 fu 10ª sia nel supergigante sia nella supercombinata, mentre non concluse le altre prove cui prese parte (discesa libera e slalom gigante).
Il 12 febbraio 2014 si aggiudicò, ex aequo con la slovena Tina Maze, la medaglia d'oro nella discesa libera ai XXII Giochi olimpici invernali di Soči 2014. In quel suo congedo olimpico si classificò inoltre 10ª nello slalom gigante, 5ª nella supercombinata e non concluse il supergigante. Ai Mondiali di Vail/Beaver Creek 2015, sua ultima presenza iridata, fu 19ª nello slalom gigante. Il 15 marzo successivo la sciatrice annunciò il suo ritiro dalle competizioni al termine della stagione 2014-2015; la sua ultima gara di Coppa del Mondo fu lo slalom gigante di Méribel del 22 marzo, in cui fu 11ª, mentre la sua ultima gara in carriera fu lo slalom gigante dei Campionati svizzeri 2015, il 29 marzo, che vinse.

## Palmarès

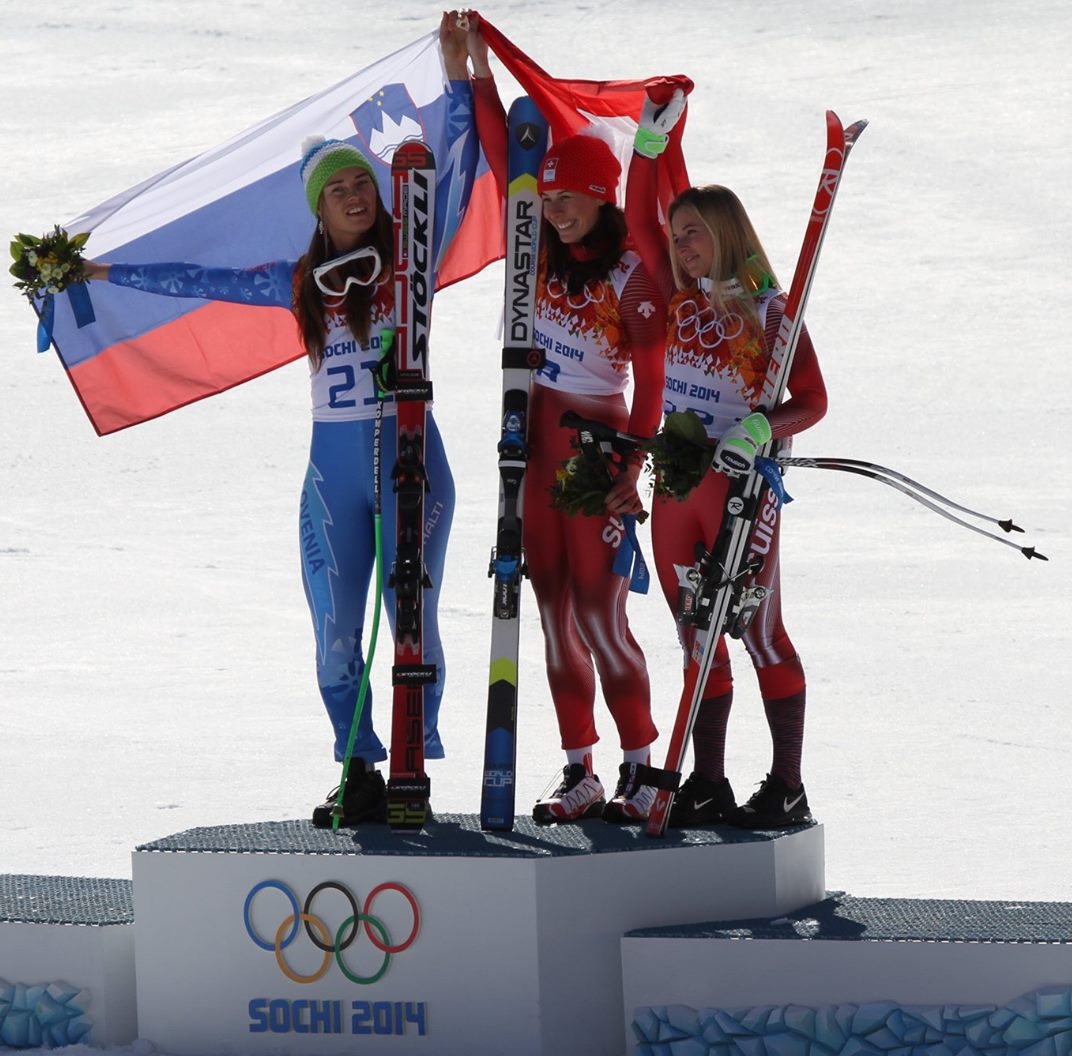
Dominique Gisin (oro, al centro) sul podio della discesa libera dei XXII Giochi olimpici invernali di con Tina Maze (oro ex aequo, a sinistra) e Lara Gut (bronzo, a destra)

### Olimpiadi
- 1 medaglia:
  - 1 oro (discesa libera a Soči 2014)

### Mondiali
- 1 medaglia:
  - 1 bronzo (gara a squadre a Åre 2007)

### Coppa del Mondo
- Miglior piazzamento in classifica generale: 11ª nel 2014
- 7 podi:
  - 3 vittorie
  - 1 secondo posto
  - 3 terzi posti

#### Coppa del Mondo - vittorie
| Data            | Località              | Paese    | Specialità |
| --------------- | --------------------- | -------- | ---------- |
| 18 gennaio 2009 | Altenmarkt-Zauchensee | Austria  | DH         |
| 24 gennaio 2009 | Cortina d'Ampezzo     | Italia   | DH         |
| 7 marzo 2010    | Crans-Montana         | Svizzera | SG         |

Legenda:

DH = discesa libera

SG = supergigante

### Coppa Europa
- Miglior piazzamento in classifica generale: 95ª nel 2009
- 1 podio:
  - 1 terzo posto

### South American Cup
- Miglior piazzamento in classifica generale: 12ª nel 2014
- Vincitrice della classifica di discesa libera nel 2014
- 1 podio:
  - 1 vittoria

#### South American Cup - vittorie
| Data             | Località | Paese | Specialità |
| ---------------- | -------- | ----- | ---------- |
| 4 settembre 2013 | La Parva | Cile  | DH         |

Legenda:

DH = discesa libera

### Campionati svizzeri
- 6 medaglie[3]:
  - 2 ori (discesa libera, slalom gigante nel 2015)
  - 2 argenti (supergigante nel 2008; discesa libera nel 2009)
  - 2 bronzi (supercombinata nel 2014; combinata nel 2015)